# Halysidota tessellaris
Halysidota tessellaris és una papallona nocturna de la subfamília Arctiinae i la família Erebidae.
Igual que moltes espècies relacionades d'aquesta subfamília té defenses químiques que adquireix de les seves plantes nutrícies, en aquest cas, alcaloides (Weller et al., 1999, Hristov i Conner 2005), almenys en els adults. Els comportaments de les larves suggereixen que estan també químicament protegides; si bé encara no s'han analitzat per conèixer el seu contingut d'alcaloides.

## Distribució
Es troba a Amèrica del Nord, des del sud del Canadà fins al sud de Texas i el centre de Florida (Wagner 2005).

## Cicle de vida
Una generació cada any al nord, i dues o més al sud (Wagner 2005).

### Ou
Els ous són posats en grups en el revers de les fulles (Rosa i Lindquist, 1982).

### Larva
Les erugues estan cobertes amb flocs de llargs pèls. La seva coloració varia des del groc i taronja fins al gris fosc. Tenen llargs pinzells de pèls blancs, negres i ataronjats en la part davantera i del darrere. Les càpsules cefàliques són de color taronja brillant.
Al nord les erugues madures es troben a partir de juliol en el gel (Wagner 2005). Les erugues freqüentment descansen sobre la superfície superior de les fulles, i encara que no gregàries, són molt visibles (Wagner 2005). Arriben a fer una longitud de 35 mm.

### Pupa
Les pupes passen l'hivern en capolls grisos entrelligats amb pèls de les larves (Wagner, 2005).

### Adults
Les ales són de color marró clar. Les ales anteriors tenen franges de color beix rivetejades de negre. El cos és 'pelut' i groc. El tòrax té línies i verdes en els seus costats superiors.
Els adults són atrets per les plantes en descomposició amb alcaloides pirrolizidínics (Krasnoff i Dussourd, 1989). Els regurgiten per a continuació beure els fluids i adquirir els productes químics defensius.

## Plantes nutrícies
Les larves s'alimenten d'algunes espècies de verns, freixes, bedolls, nabius, castanyers, oms, vinyes, lledoners, avellaners, roures, nogueres, salzes, i moltes altres (Wagner, 2005).
No causen perjudicis greu als arbres (Rose i Lindquist, 1982).

## Galeria

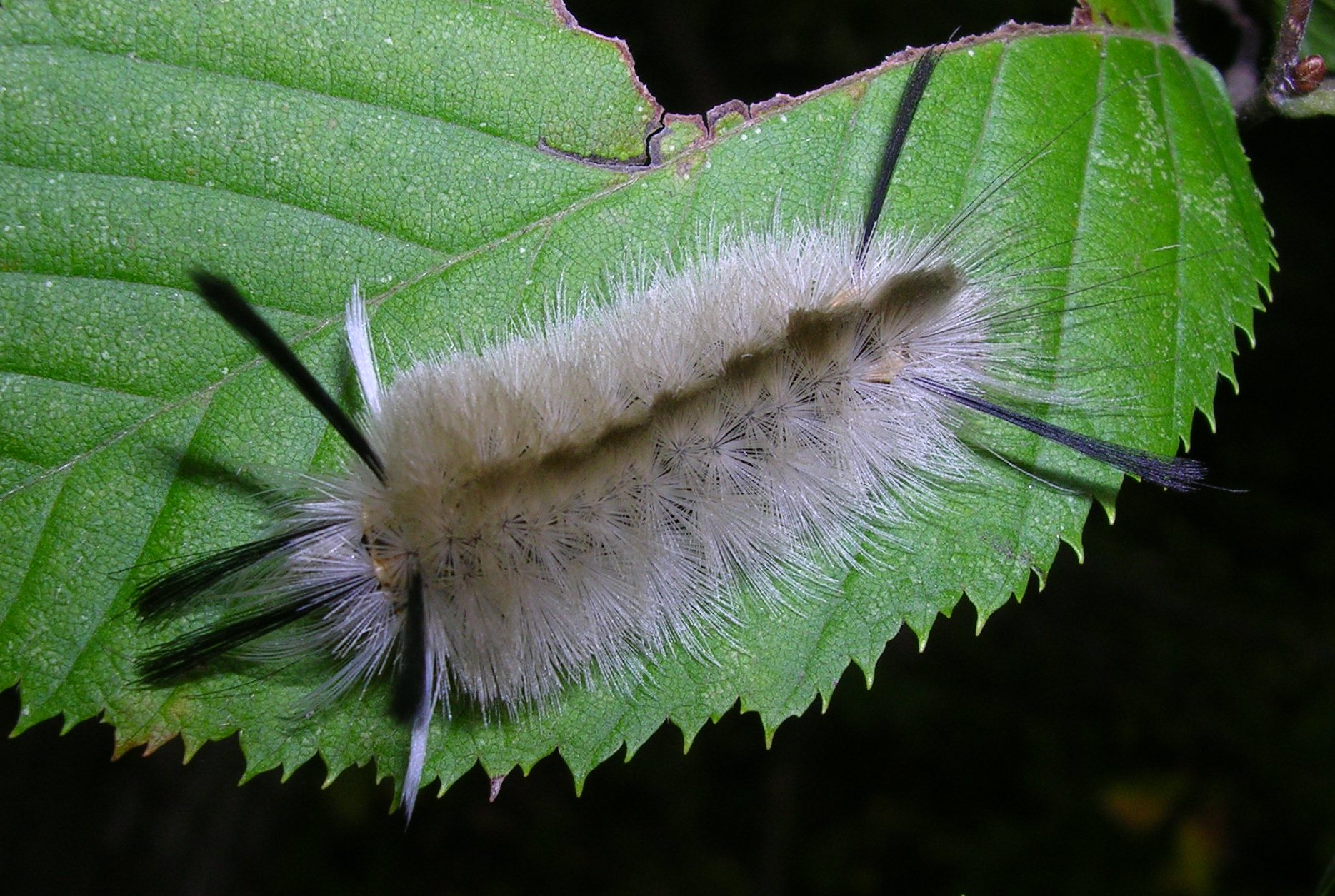
Larva
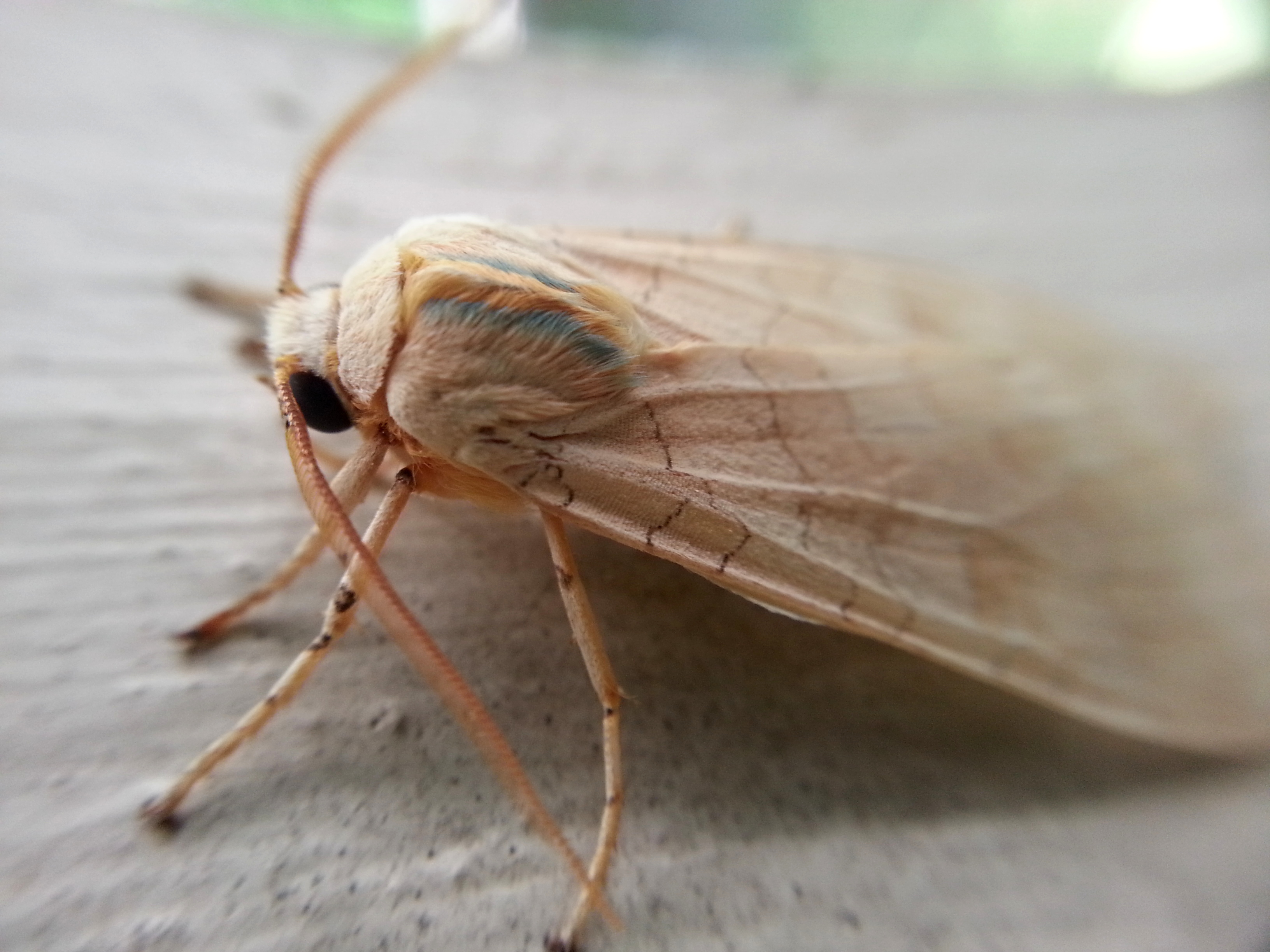
Detall de l'adult, amb pèls blaus i taronja visibles en el seu tòrax
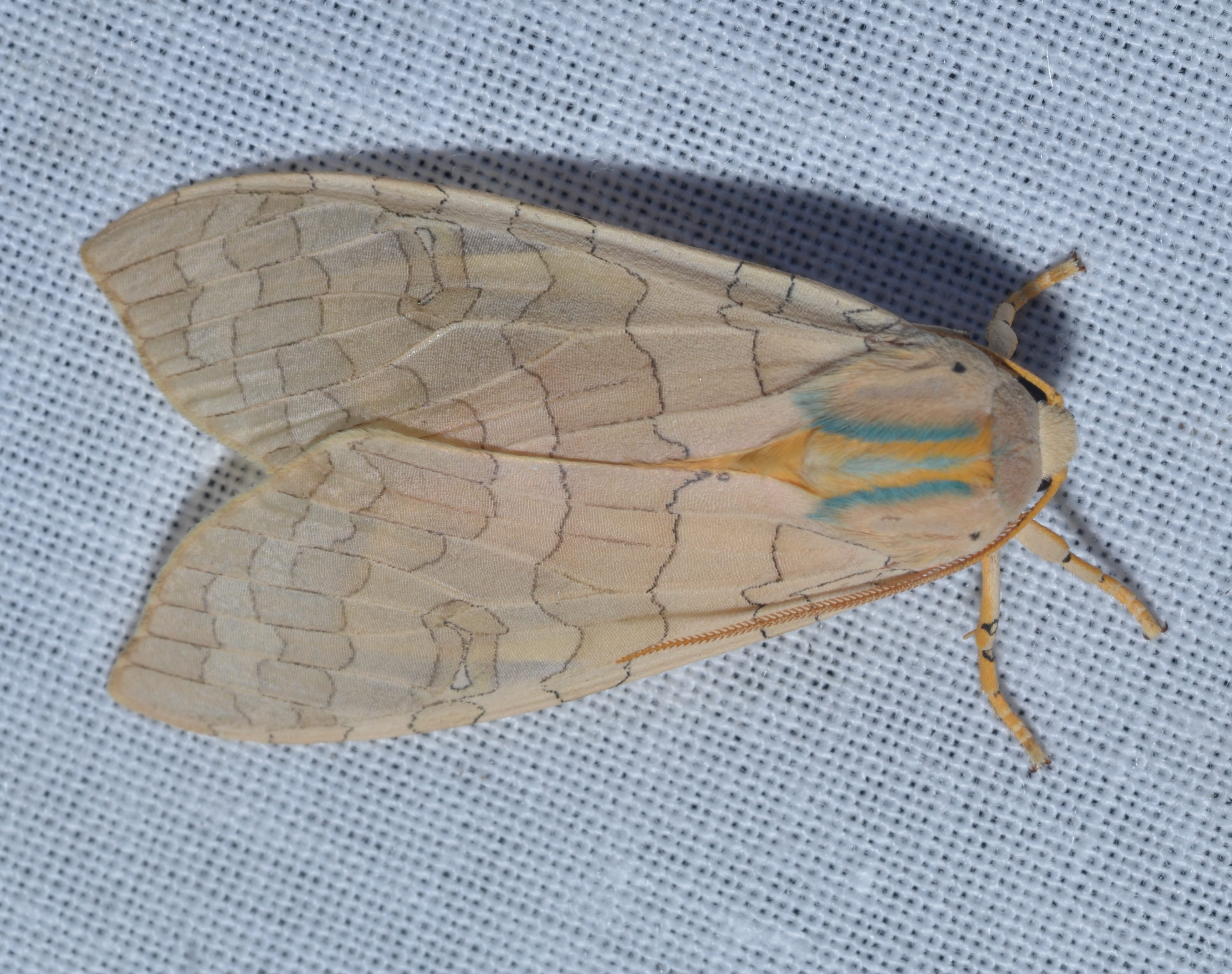
Adult
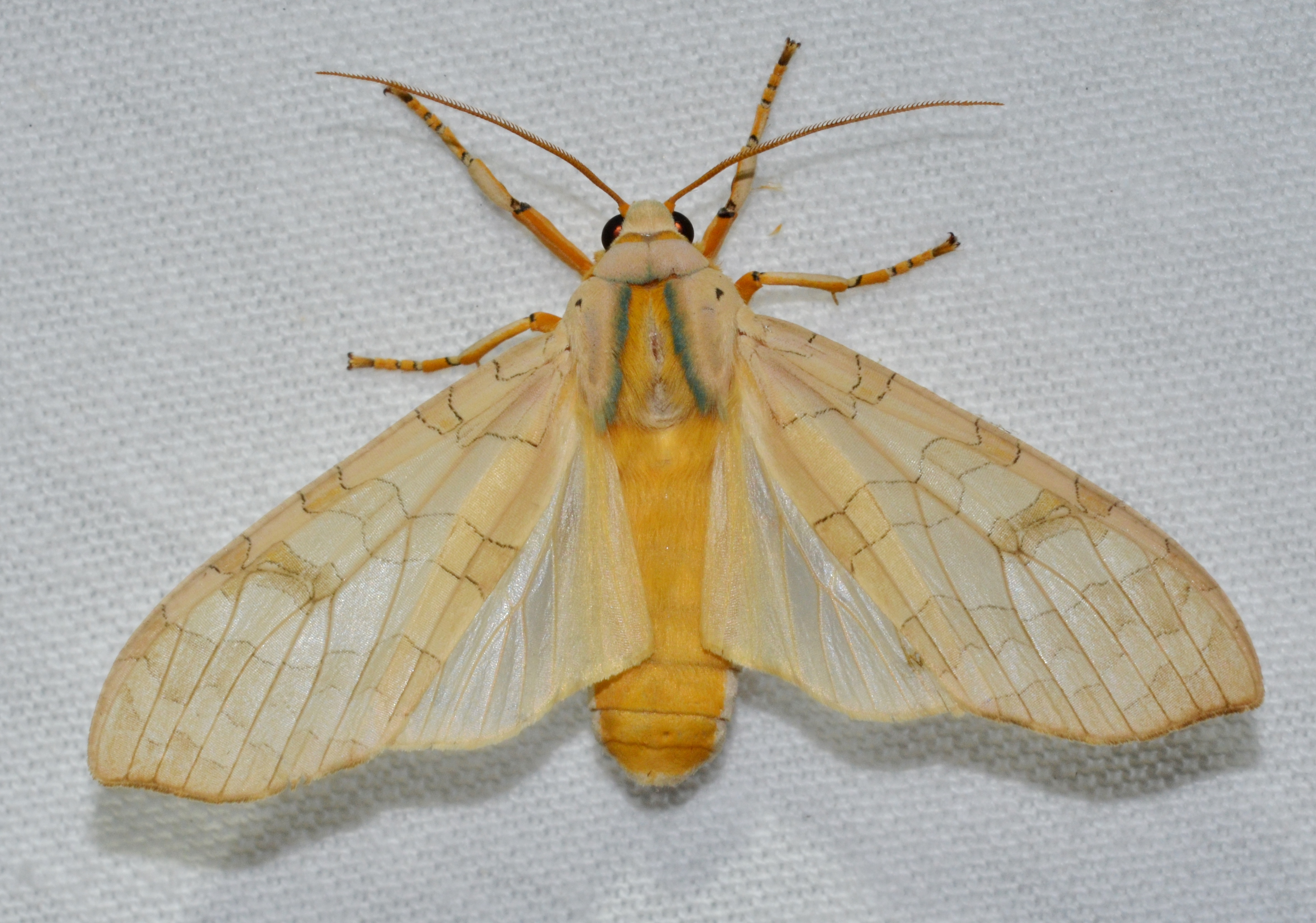
Adult